# Miguel Barragán
Miguel Francisco Barragán Andrade född 8 mars 1789 i Valle del Maiz San Luis Potosí, dog som president 27 februari 1836 i Mexico City- Mexikansk politiker och militär. President i Mexiko 1835 till 1836.